# Helia
Helia — це італійський гурт, що сформувався в 2007 році у Сан-Марино. Стиль виконання колективу можна описати як пост-хардкор, металкор з елементами трансу або так званий транскор/електрокор.

## Історія гурту
2007 рік був першим в історії колективу. Хлопці розпочинають свої репетиції, результатом яких став перший мініальбом під назвою Delorean. Стиль релізу насичений елементами таких жанрів як транс, скрімо та хардкор-панк. Перший сингл «Memory Flash» завдяки соціальній мережі MySpace мав великий успіх (60 000 прослуховувань за перший тиждень) і практично одразу став візитівкою гурту.
У лютому 2008-го до колективу приєднується Рікі (Ricky), який зайняв місце барабанщика. У серпні цього ж року група записує два нових треки: «Straight To North-East Lights» та «Push it!» (Feat. Becko from Hopes Die Last).
2009-ий рік відзначився для Helia студійними записами повноформатного альбому Shivers. Вокальну партію виконує Josh з To Kill. Після студійної роботи, колектив відіграв численні тури в найрізноманітніших куточках планети і видає альбом в Японії. У цей же період група записує кавер на пісню Lady Gaga «Alejandro», що стала одним з головних хітів Helia.
У 2010-му році хлопці з Helia роблять кліп на пісню «Str8 to North-East Lights», після чого вокаліст Раель (Rael) залишає колектив. Його місце посідає Енді (Andy).
13 вересня 2011-го року виходить мініальбом під назвою 2036. У релізі відчуваються експерименти із звуком, зокрема «важчання» звучання, поєднання елементів металкору, пост-хардкору, мейнстрім деткору тощо. Проте, чистий вокал та трансова електроніка також присутні.
Тематику мініальбому 2036 учасники гурту Helia прокоментували так:
|  | Уявіть життя в 2036 році, після третьої світової війни. Час перевернувся. Звичні нам речі зникли. У нас не залишилося нічого, окрім справді істинних цінностей, які ще підтримують існування та допомагають нам жити в мирі Оригінальний текст (англ.) Imagine the life in 2036, post-World War III. Time reverses. Useless things we had before, disappear. You have nothing but few true values which keep you alive and help you live in peace. |

Також, 22 серпня 2011 року світ побачив кліп «Timetravel».
В 2013-му році гурт покидає гітарист Matteo. З'являється новий вокаліст Мет Лебінез (Matt Labinaz).
Також виходить кліп «Gaia». У плані звуку Helia продовжують взяту лінію звучання формату «2036», проте відчувається вплив дабстепу.

## Поточний склад гурту
- Мет Лебінез (Matt Labinaz) — вокал (@mattlabinaz)
- Джекі (Jackie) — гітара, бек-вокал (@big_jackie)
- Джиммі (Jimmy) — гітара (@jimmyburrow1)
- Анджело (Angelo) — бас-гітара (@angelohelia)
- Рікі (Ricky) — барабани (@rickyhelia)

## Дискографія
- «Delorean» (2007)
- «Shivers» (2009)
- «2036» (2011)
- «The Great Divide» (2014)